# Campeonato Asiático de Atletismo de 1973
A 1ª edição do Campeonato Asiático de Atletismo foi realizado de 18 a 23 de novembro de 1973 no Complexo Esportivo Marikina, em Manila, nas Filipinas. Foram disputadas um total de 37 provas, distribuídos entre masculino e feminino. 

## Medalhistas

### Masculino
| Evento                  | Ouro                           | Ouro    | Prata                             | Prata   | Bronze                                        | Bronze  |
| ----------------------- | ------------------------------ | ------- | --------------------------------- | ------- | --------------------------------------------- | ------- |
| 100 metros              | Anat Ratanapol · Tailândia     | 10.4    | Suchart Chairsuvaparb · Tailândia | 10.5    | Takao Ishizawa · Japão                        | 10.6    |
| 200 metros              | Anat Ratanapol · Tailândia     | 21.0    | Soo Wen-Ho · Taiwan               | 21.2    | Tokal Mokalam · Filipinas                     | 21.6    |
| 400 metros              | Yoshiharu Tomonaga · Japão     | 46.8    | Koiiro Shika · Japão              | 47.6    | Ho Mun Cheong Singapura                       | 47.8    |
| 800 metros              | Muhammad Younis · Paquistão    | 1:51.2  | Sri Ram Singh · Índia             | 1:51.5  | Kazuyoshi Mizuno · Japão                      | 1:52.2  |
| 1 500 metros            | Kazuyoshi Mizuno · Japão       | 3:47.4  | Muhammad Younis · Paquistão       | 3:48.2  | Dashondha Singh · Índia                       | 3:50.4  |
| 5 000 metros            | Ichio Sato · Japão             | 14:16.9 | Shivnath Singh · Índia            | 14:17.0 | Katsuaki Isohata · Japão                      | 14:18.2 |
| 10 000 metros           | Ichio Sato · Japão             | 29:54.4 | Shivnath Singh · Índia            | 29:54.8 | Katsuaki Isohata · Japão                      | 29:55.8 |
| 110 metros barreiras    | Shigeo Oki · Japão             | 14.3    | Ahmad Ishtiaq Mubarak · Malásia   | 14.3    | Marcelo Benauro · Filipinas                   | 14.4    |
| 400 metros barreiras    | Abdulkadir Guiapar · Filipinas | 52.2    | Talib Faisal Al-Saffar · Iraque   | 52.7    | Tai Shi-Yan · Taiwan                          | 53.1    |
| 3 000 metros obstáculos | Takaharu Koyama · Japão        | 9:04.0  | Shibib Dagher Al-Lami · Iraque    | 9:10.9  | Mohammad Vojdanzadeh Irão                     | 9:22.0  |
| 4×100 metros estafetas  | Japão                          | 40.0    | Tailândia                         | 40.0    | Índia                                         | 40.3    |
| 4×400 metros estafetas  | Japão                          | 3:10.2  | Filipinas                         | 3:12.8  | Singapura                                     | 3:13.2  |
| Maratona                | Cho Je-Hyung Coreia do Sul     | 2:27:31 | Park Chang-Yuel Coreia do Sul     | 2:33:45 | Jit Bahadur Chetri Nepal                      | 2:35:38 |
| 20 km marcha            | Yoshio Morikawa · Japão        | 1:11:31 | Francis Xavier · Índia            |         | Khoo Chong Beng · Malásia                     |         |
| Salto em altura         | Teymour Ghiassi Irão           | 2.15    | Kazunori Koshikawa · Japão        | 2.15    | Yon Ismail · Malásia                          | 2.05    |
| Salto à vara            | Hisaki Suzuki · Japão          | 4.36    | Hong Sang-Pyo Coreia do Sul       | 4.36    |                                               |         |
| Salto em comprimento    | Chen Chin-Long · Taiwan        | 7.82w   | Soo Wen-Ho · Taiwan               | 7.57w   | Satish Pillai · Índia                         | 7.53w   |
| Triplo salto            | Mohinder Singh Gill · Índia    | 15.96w  | Cheng Ming-Chi · Taiwan           | 15.31   | T.C. Yohannan · Índia                         | 14.96   |
| Lançamento do peso      | Jagraj Singh Mann · Índia      | 17.00   | Gurdeep Singh · Índia             | 16.37   | Bahadur Singh Chouhan · Índia                 | 15.75   |
| Lançamento do disco     | Jalal Keshmiri Irão            | 51.20   | Praveen Kumar · Índia             | 49.08   | Toji Hayashi · Japão                          | 48.04   |
| Lançamento do martelo   | Ajmer Singh · Índia            | 60.42   | Jeung Sub-Kil Coreia do Sul       | 49.20   | Oumvan Narith República Quemer Khmer Republic | 41.24   |
| Lançamento do dardo     | Allah Dad · Paquistão          | 63.58   | Nashatar Singh Sidhu · Malásia    | 63.28   | Gopal Kidyoor · Índia                         | 58.28   |
| Decatlo                 | Vijay Singh Chauhan · Índia    | 7245    | Junichi Onizuka · Japão           | 7076    | Chen Chin-Long · Taiwan                       | 6752    |

### Feminino
| Evento                 | Ouro                             | Ouro   | Prata                        | Prata  | Bronze                                | Bronze |
| ---------------------- | -------------------------------- | ------ | ---------------------------- | ------ | ------------------------------------- | ------ |
| 100 metros             | Amelita Alanes · Filipinas       | 11.6w  | Michiko Morita · Japão       | 12.0w  | Sayo Yamato · Japão                   | 12.0w  |
| 200 metros             | Michiko Morita · Japão           | 24.7   | Amelita Alanes · Filipinas   | 25.0   | Satomi Fukuda · Japão                 | 25.2   |
| 400 metros             | Nobuko Kawano · Japão            | 55.2   | Keiko Ikoma · Japão          | 56.1   | Maimoon Azlan Singapura               | 56.1   |
| 800 metros             | Nobuko Kawano · Japão            | 2:08.1 | Chee Swee Lee Singapura      | 2:08.1 | Harumi Fugimoto · Japão               | 2:09.6 |
| 1 500 metros           | Miyako Inoue · Japão             | 4:26.8 | Lee Chiu-Hsia · Taiwan       | 4:28.0 | Rachel Halle · Israel                 | 4:34.6 |
| 100 metros barreiras   | Tomomi Hayashida · Japão         | 13.6w  | Lin Yet-Hsiang · Taiwan      | 13.9w  | Gan Bee Wah Singapura                 | 14.2w  |
| 200 metros barreiras   | Tomomi Hayashida · Japão         | 27.6w  | Heather Merican Singapura    | 28.5w  | Lin Yet-Hsiang · Taiwan               | 28.6w  |
| 4×100 metros estafetas | Japão                            | 46.7   | Singapura                    | 47.0   | Filipinas                             | 47.7   |
| 4×400 metros estafetas | Filipinas                        | 3:48.9 | Singapura                    | 3:50.1 | Taiwan                                | 3:57.8 |
| Salto em altura        | Orit Abramovich · Israel         | 1.68   | Gladys Chai Ng Mei · Malásia | 1.58   | Maryam Sedarati Irão                  | 1.58   |
| Salto à vara           | Paik Ok-Ja Coreia do Sul         | 15.05  | Kayoko Hayashi · Japão       | 13.63  | Chen Fu-Mei · Taiwan                  | 12.93  |
| Salto em comprimento   | Kumi Kawada · Japão              | 6.07   | Lin Yet-Hsiang · Taiwan      | 5.84   | Li Hua-Wa · Taiwan                    | 5.71   |
| Lançamento do disco    | Josephine de la Viña · Filipinas | 50.74  | Kayoko Hayashi · Japão       | 45.28  | Paik Ok-Ja Coreia do Sul              | 44.52  |
| Lançamento do dardo    | Mieko Takasaka · Japão           | 49.74  | Erlinda Lavandia · Filipinas | 45.38  | Proch Thin República Quemer Kampuchea | 43.48  |
| Pentatlo               | Lin Chun-Yu · Taiwan             | 4025   | Kumi Kawada · Japão          | 3963   | Li Hua-Wa · Taiwan                    | 3578   |

## Quadro de medalhas
| Ordem | País          | Medalha de ouro | Medalha de prata | Medalha de bronze | Total |
| ----- | ------------- | --------------- | ---------------- | ----------------- | ----- |
| 1     | Japão         | 18              | 8                | 8                 | 34    |
| 2     | Índia         | 4               | 5                | 6                 | 15    |
| 3     | Filipinas     | 4               | 3                | 3                 | 10    |
| 4     | Taiwan        | 2               | 6                | 7                 | 15    |
| 5     | Coreia do Sul | 2               | 3                | 1                 | 6     |
| 6     | Tailândia     | 2               | 2                | 0                 | 4     |
| 7     | Paquistão     | 2               | 1                | 0                 | 3     |
| 8     | Irão          | 2               | 0                | 2                 | 4     |
| 9     | Israel        | 1               | 0                | 1                 | 2     |
| 10    | Singapura     | 0               | 4                | 4                 | 8     |
| 11    | Malásia       | 0               | 3                | 1                 | 4     |
| 12    | Iraque        | 0               | 2                | 0                 | 2     |
| 13    | Camboja       | 0               | 0                | 2                 | 2     |
| 14    | Nepal         | 0               | 0                | 1                 | 1     |
| Total | Total         | 37              | 37               | 36                | 110   |